# Épisodes de Skins
 (janvier 2018).
Si vous disposez d'ouvrages ou d'articles de référence ou si vous connaissez des sites web de qualité traitant du thème abordé ici, merci de compléter l'article en donnant les références utiles à sa vérifiabilité et en les liant à la section « Notes et références ».
Cet article présente les épisodes de la série télévisée américaine Skins.

## Épisode 1:Tony
- États-Unis : 17 janvier 2011 sur MTV
- France : 22 mai 2011 sur MTV France

- États-Unis : 3,255 millions de téléspectateurs

## Épisode 2:Tea
- États-Unis : 24 janvier 2011 sur MTV
- France : 29 mai 2011 sur MTV France

- États-Unis : 1,581 million de téléspectateurs

## Épisode 3:Chris
- États-Unis : 31 janvier 2011 sur MTV
- France : 5 juin 2011 sur MTV France

- États-Unis : 1,459 million de téléspectateurs

## Épisode 4:Cadie
- États-Unis : 7 février 2011 sur MTV
- France : 12 juin 2011 sur MTV France

- États-Unis : 1,143 million de téléspectateurs

## Épisode 5:Stanley
- États-Unis : 14 février 2011 sur MTV
- France : 19 juin 2011 sur MTV France

- États-Unis : 962 000 téléspectateurs

## Épisode 6:Abbud
- États-Unis : 21 février 2011 sur MTV
- France : 26 juin 2011 sur MTV France

- États-Unis : 974 000 téléspectateurs

## Épisode 7:Michelle
- États-Unis : 28 février 2011 sur MTV
- France : 3 juillet 2011 sur MTV France

- États-Unis : 1,170 million de téléspectateurs

## Épisode 8:Daisy
- États-Unis : 7 mars 2011 sur MTV
- France : 10 juillet 2011 sur MTV France

- États-Unis : 1,088 million de téléspectateurs

## Épisode 9:Tina
- États-Unis : 14 mars 2011 sur MTV
- France : 17 juillet 2011 sur MTV France

- États-Unis : 1,107 million de téléspectateurs

## Épisode 10:Eura
- États-Unis : 21 mars 2011 sur MTV
- France : 24 juillet 2011 sur MTV France

- États-Unis : 1,165 million de téléspectateurs